# مارتون دارداي
مارتون دارداي (بالألمانية: Márton Dárdai)‏ (بالمجرية: Dárdai Márton)‏ هو لاعب كرة قدم ألماني ومجري، ولد في 12 فبراير 2002 في برلين في ألمانيا.

## وصلات خارجية
- مارتون دارداي على موقع الاتحاد الأوربي (الإنجليزية)
- مارتون دارداي على موقع قاعدة بيانات كرة القدم.إي يو (الإنجليزية)
- مارتون دارداي على موقع بيانات كرة القدم. دي إي (الألمانية)
- مارتون دارداي على موقع Soccerbase.com (لاعب) (الإنجليزية)
- مارتون دارداي على موقع Soccerway.com (الإنجليزية)
- مارتون دارداي على موقع عالم كرة القدم.نت (الإنجليزية)